# 倚天屠龍記之魔教教主
《倚天屠龍記之魔教教主》是1993年聖誕節檔期上映的香港武侠片，王晶任編劇和導演，洪金寶任动作指导，李連杰和張敏主演。本片原本计划要拍续集，因为当时票房不够理想，所以取消了续集的拍摄，直至2020年王晶才開拍續集《倚天屠龍記之九陽神功》（於2022年上映）。

## 劇情

### 片頭
宋末元初，大俠郭靖、女俠黃蓉將神鵰大俠楊過的玄鐵劍分別鑄成一刀一劍，刀名屠龍，劍號倚天，並將絕學九陰真經以及武穆遺書（即岳飛兵法）藏於刀劍之內，誰能得到，便能號令天下，成為武林至尊。其偈語曰：“武林至尊，寶刀屠龍，號令天下，莫敢不從。倚天不出，誰與爭鋒？”
從此武林便因此掀起了連場的腥風血雨，漸漸分成了兩派，其一便是以崆峒派、崑崙派、華山派、峨嵋派、武當派、少林派為首的六大派，其二便是從波斯拜火教傳入中土的教派，自稱明教，但江湖中人卻稱之為魔教。
兩派勢力勢成水火，唯武當派張三丰真人門下第五弟子張翠山為人正直，不拘小節，與明教四大護教法王之一、「白眉鷹王」殷天正之愛女殷素素相戀並結成夫婦，更與「金毛獅王」謝遜結為兄弟。
謝遜因受其師父成崑所欺騙，怒火攻心，殺害不少六大派弟子，被武林圍剿，與張翠山夫婦避居世外冰火島。謝遜苦思十年仍然未能參透屠龍刀的秘密。直到張三丰百歲大壽之際，張翠山夫婦才帶同兒子張無忌返回武當山賀壽。

### 內容
張翠山夫婦要慶祝師父張三丰的百歲誕辰，帶著兒子張無忌回武當山，卻在武當山腳為玄冥二老所偷襲，儘管張三丰趕到，但張無忌卻仍然因此中了玄冥二老的玄冥神掌，張三丰隨即帶同三人上武當山療傷。張翠山眾師兄弟用盡全力，都不能替張無忌去除體內寒毒，此時，五大派得知張翠山的回歸，舉眾殺上武當逼迫張翠山夫婦，說出其義兄謝遜的下落，當時張三丰力挽狂瀾，力奪峨嵋派滅絕師太的倚天劍，並囑咐她要將此寶劍沒收七年，七年後派一個像樣的弟子前來領回倚天劍。張翠山進退兩難，既要對兄弟重情義，又不想要師父百歲高齡，仍然要生死搏鬥，只好自殺以死謝天下，妻子殷素素也因此殉情。
七年後，峨嵋派弟子周芷若便奉師命來領取倚天劍。張三丰見周芷若不遠千里而來，便囑咐其在武當山盤桓幾日，讓弟子宋遠橋之子宋青書授其一套武當劍法當作回禮。
張無忌已經長大成人，因幼年遭受玄冥神掌，寒毒不癒，不能練武，只有靠張三丰灌輸內力來頂住寒毒。後張三丰因要閉關百日，鑽研太極拳法，弟子宋遠橋要與其一眾師弟陪同護法，武當山中一切事務暫交由宋遠橋之子宋青書代為掌管，張三丰煉丹一百粒，讓百日內張無忌暫且抵禦寒毒。宋青書嫉妒張無忌獲得張三丰寵愛，獲得如此多的內力，便與周芷若結盟，陷害、欺凌張無忌，透過周芷若的美人計，結合武當弟子們大肆欺凌張無忌。明教白眉鷹王殷天正的使女小昭此時趕赴武當山，要試圖偷倚天劍來砍斷身上的鎖鏈，卻發現不會武功的張無忌受眾人圍毆，便與周芷若、宋青書等一眾武當弟子打起來，但力單難支，被宋青書、周芷若等逼到懸崖，周芷若更用倚天劍劈斷山崖，令張無忌與小昭一同掉落深谷。
二人僥倖不死，更得遇當年因敗在張三丰手下而跳落山崖的少林寺的火工頭陀，火工頭陀脊椎已斷，無法行動，將自己以藤蔓綁在巨石上滾動，張無忌用激將法令對方傳授了自己九陽神功，解除了體內寒毒，火工頭陀得知自己中了激將法，大怒，張無忌把火工頭陀打退，逃出生天。二人在客棧得遇元朝郡主趙敏，並得知六大派正圍攻明教根據地光明頂，待對方離開後，趕去光明頂救援。
六大派正在開會，討論如何攻上光明頂。少林派圓真企圖讓宋青書假扮成白眉鷹王外孫張無忌偷襲鷹王，但不獲武當派同意，同時亦被「青翼蝠王」韋一笑竊聽了此情報，青翼蝠王一度劫持了崑崙派何掌門的夫人，但滅絕師太追上，竟然用倚天劍直接殺死了人質何夫人，青翼蝠王也被劍氣所傷。青翼蝠王回到光明頂後，告知白眉鷹王此事。於是明教下令，凡有人自稱白眉鷹王外孫張無忌者，殺無赦。
正牌的張無忌被五行旗大軍以為是假冒的，遭受追殺。在銳金旗追趕之下，張無忌與小昭穿越到明教禁地，並遁入歷代教主葬身之地的聖墳。張無忌二人在聖墳中遇到圓真，獲知多年來的武林恩怨全為圓真挑撥，圓真是蒙古派駐在少林寺的臥底，俗名成崑。成崑因與明教上任教主陽頂天的愛妾私通事發，設計讓陽頂天練功時走火入魔，死於聖墳之內。張無忌與圓真交鋒，圓真雖敗下陣來，卻以飛鏢偷襲張無忌，困住張無忌與小昭，自行逃脫。張無忌被困聖墳，卻在小昭幫助下得見陽頂天藏在聖墳牆上的武功秘笈，經過小昭的翻譯，居然是明教歷任教主的神功「乾坤大挪移」。
張無忌習得「乾坤大挪移」之後，與小昭通過秘道來到總壇大廳，為勸阻六大派與明教的紛爭，先打敗了善用龍爪手的少林武僧，後又搶下了倚天劍，並掌摑了滅絕一頓。後來滅絕竟然示意周芷若偷襲張無忌，張無忌負傷，武當派各俠出面保護，最終六大派最後離開光明頂，張無忌也因拯救了明教，且習得了「乾坤大挪移」，接任明教教主之位。
張無忌率領明教眾人退入聖墳療傷，出來後，得知華山二老回途偷襲，遂擒住二人，華山二老告知少林寺受到襲擊，張無忌等人遂前往少林寺。結果少林空無一人。但明教眾人卻從大雄寶殿的兩尊羅漢像背後發現栽贓嫁禍的字眼：“先誅少林，後滅武當，唯我明教，武林稱王”。明教眾人知道自己被冒名陷害，遂趕往武當山，要拯救武當派，途中得遇撤退的武當各俠，且已中下武林第一奇毒十香軟筋散，且所有膏藥與醫生均被綠柳莊統包了。張無忌、小昭等眾人趕往綠柳莊，並得知綠柳莊莊主趙敏，乃汝陽王的掌上明珠，而圓真所作所為，幕後黑手就是趙敏。張無忌、小昭之外，其餘明教眾人也中了趙敏之計，中了十香軟筋散，一一撤退。
張無忌隻身面對趙敏，逼交出武林第一療傷聖藥黑玉斷續膏以治癒眾人，兩人打鬥一番。張無忌為了逼迫趙敏，還一度將趙敏的外衣以「乾坤大挪移」打落，想以貞操威脅趙敏，但穿著肚兜的趙敏認為張無忌只是虛張聲勢，事實上張無忌也不敢對趙敏非禮。最後趙敏要張無忌做「三件事」才給藥，張無忌同意，但稱「要不違背良心以及江湖道義」。趙敏還說，已派人引峨嵋派的滅絕師太去殺小昭等眾人。
此時在路上，滅絕師太追殺明教眾人。小昭與滅絕師太打賭，若能承受滅絕師太的三掌，峨嵋派就離開。滅絕師太打了小昭，周芷若原想乘機殺了小昭，但滅絕師太卻不同意，認為自己是名門正派，說話算話，孰料打到第三掌，張無忌及時出現，峨嵋派眾人敗退，並在途中被蒙古軍俘虜。
在武當山真武大殿，已經投效蒙古朝廷的宋青書，假借捉拿偽裝成少林武僧的蒙古刺客，其實自己卻是行刺張三丰，以匕首刺傷了張三丰的腹部，此時趙敏率玄冥二老趕到武當山，要求張三丰歸順朝廷。張無忌也趕到，與玄冥二老展開打鬥，趙敏令張無忌遵守「三件事」的承諾，不得用九陽神功以及乾坤大挪移，張無忌被迫答應，只好要求師公張三丰隨便傳授一套武功，張三丰便傳授了張無忌太極拳，太極拳惟重其道，不重其招，張無忌融會貫通後，以此套武功擊敗玄冥二老。
張無忌想逼迫趙敏留在武當山，讓自己完成「三件事」的承諾，趙敏卻說她的手下已經綁架了六大派高手為人質，如果自己不回去，手下隨時可能殺了他們。於是張無忌只好讓趙敏離去。但張三丰要求留下行刺自己的宋青書，趙敏則笑稱：「這種不忠不義的狗賊，誰要就給誰罷。」張無忌為了避免宋遠橋絕後，於是只廢了宋青書的武功。
趙敏離開，以輕功翩然飛上天際，並向張無忌大喊：「想救六大派，到大都（今北京）找我罷！」留下伏筆。

## 演員
| 演員   | 角色             | 粵語配音                |
| ------ | ---------------- | ----------------------- |
| 李連杰 | 張無忌           | 朱子聰 / 曾秀清（童年） |
| 張 敏  | 趙敏             | 沈小蘭                  |
| 張 敏  | 殷素素           | 沈小蘭                  |
| 吳鎮宇 | 張翠山           | 吳鎮宇                  |
| 閆懷禮 | 金毛獅王謝遜     |                         |
| 邱淑貞 | 小昭             | 何錦華                  |
| 黎 姿  | 周芷若           | 鄭麗麗                  |
| 洪金寶 | 張三丰           | 林保全                  |
| 鄒兆龍 | 宋青書           | 高翰文                  |
| 梁家仁 | 玄冥二老之鹿杖客 | 周志輝                  |
| 張春仲 | 玄冥二老之鶴筆翁 | 古明華                  |
| 邵萬林 | 白眉鷹王殷天正   | 黃子敬                  |
| 吳耀漢 | 青翼蝠王韋一笑   | 吳耀漢                  |
| 田啟文 | 華山二老之一     | 羅君左                  |
| 鄒義訓 | 華山二老之一     |                         |
| 彥凱   | 成崑 （即圓真）  | 黃志明                  |
| 姬麒麟 | 朱元璋           |                         |
| 張續晟 | 火工頭陀         | 周永光                  |
| 曹 榮  | 少林空性大師     | 高翰文                  |
| 丁 羽  | 旁述             |                         |

## 電影歌曲
| 曲別   | 歌名         | 作曲   | 填詞 | 主唱           |
| ------ | ------------ | ------ | ---- | -------------- |
| 主題曲 | 《歡笑之歌》 | 顧嘉煇 | 黃霑 | 葉蒨文、馬浚偉 |

## 外部連結
- 開眼電影網上《倚天屠龍記之魔教教主》的資料（繁體中文）
- 豆瓣电影上《倚天屠龍記之魔教教主》的資料 （简体中文）
- 时光网上《倚天屠龍記之魔教教主》的資料（简体中文）
- AllMovie上《倚天屠龍記之魔教教主》的资料（英文）
- 爛番茄上《倚天屠龍記之魔教教主》的資料（英文）
- 香港影庫上《倚天屠龍記之魔教教主》的資料（繁體中文）
- 互联网电影数据库（IMDb）上《倚天屠龍記之魔教教主》的资料（英文）